# Federal Information Processing Standard
Federal Information Processing Standards (FIPS; en español, Estándares Federales de Procesamiento de la Información) son estándares anunciados públicamente desarrollados por el gobierno de los Estados Unidos para la utilización por parte de todas las agencias del gobierno no militares y por los contratistas del gobierno. Muchos estándares FIPS son versiones modificadas de los estándares usados en las comunidades más amplias (ANSI, IEEE, ISO, etc.) 
Algunos estándares FIPS fueron desarrollados originalmente por el gobierno de los Estados Unidos. Por ejemplo, los estándares para codificar datos, pero más significativamente algunos estándares de cifrado, tales como el Data Encryption Standard (FIPS 46) y el Advanced Encryption Standard (FIPS 197).
Ejemplos de estándares FIPS:
- Códigos country (¿distrito?) de dos letras FIPS (10-4)
- Códigos de lugar (¿distrito?) FIPS (55-3)
- Códigos de condado FIPS (6-4)
- Códigos de estado FIPS (5-2)

Todos estos similares o comparables con los ISO 3166, o el estándar NUTS (Nomenclatura de Unidades Territoriales Estadísticas) de la Unión Europea.

## Compañías que implementan FIPS
- Kriptopolis
- Realsec - HSM con Fips 140-2 Level 3
- SafeNet
- Thales
- Trend Micro